# Araneus apricus
Araneus apricus là một loài nhện trong họ Araneidae.
Loài này thuộc chi Araneus. Araneus apricus được Ferdinand Karsch miêu tả năm 1884.